# Онісіфорос Рушиас
Онісіфорос Рушиас (грец. Ονησίφορος Ρουσιάς; нар. 15 липня 1992, Паралімні, Кіпр) — кіпрський футболіст, нападник клубу «Анортосіс» та національної збірної Кіпру.

## Клубна кар'єра
Онісіфорос Рушиас народився у місті Паралімні і грати у футбол почав у місцевій команді «Енозіс Неон Паралімні». У 2009 році він відправився на стажування до Англії, де провів 2,5 роки у молодіжній команді клубу «Мідлсбро».
Влітку 2011 року Рушиас повернувся на Кіпр, де знов приєднався до клубу «Енозіс». У грудня 2012 року Рушиас покинув клуб. Одразу 1 січня 2013 року «Омонія» підписала з нападником контракт на 2,5 роки. Та тільки у травні 2017 року клуб оголосив, що по завршенню сезону Рушиас залишає команду.
Провівши два роки у клубі АЕК з Ларнаки, Рушиас повернувся до «Енозіса», де зіграв лише один сезон. Ще один сезон він провів у клубі «Ерміс». А влітку 2021 року як вільний агент Онісіфорос приєднався до клубу «Анортосіс».

## Збірна
З 2009 року Онісіфорос Рушиас грав за юнацьку та молодіжну збірні Кіпру. У 2014 році він дебютував у національній збірній Кіпру. Брав участь у турнірі Ліга націй 2018 року та відборі до чемпіонату світу 2022 року.

## Досягнення
АЕК (Ларнака)
 Переможець Кубка Кіпру: 2017/18